# Innvorda
Innvorda este o localitate din comuna Flatanger, provincia Nord-Trøndelag, Norvegia.